# Pimpinella rigidula
Pimpinella rigidula är en växtart i släktet bockrötter (Pimpinella) och familjen flockblommiga växter. Arten är en perenn ört som förekommer i södra Grekland.